# 汀棠街道
汀棠街道，是中华人民共和国安徽省芜湖市镜湖区下辖的一个乡镇级行政单位。

## 行政区划
汀棠街道下辖以下地区：
园丁二区社区、藕香园社区、莲塘社区、大富社区、红梅社区和芜宁路社区。